# Osasco (Italie)
Osasco (en français Osasque) est une commune italienne de la ville métropolitaine de Turin, dans la région Piémont.

## Administration
| Période                                  | Période | Identité | Étiquette | Qualité |
| ---------------------------------------- | ------- | -------- | --------- | ------- |
|                                          |         |          |           |         |
| Les données manquantes sont à compléter. |         |          |           |         |

### Communes limitrophes
Pignerol, San Secondo di Pinerolo, Bricherasio, Garzigliana.

## Jumelages
- Osasco (Brésil).